# Hermann Clementz

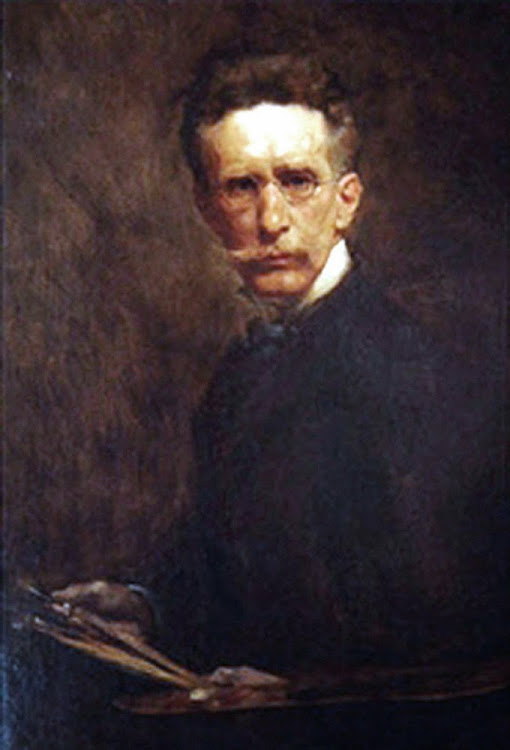
Selbstporträt

Hermann Clementz (* 27. November 1852 in Berlin; † 13. April 1930 ebenda) war ein deutscher Genre- und Porträtmaler. Er studierte von 1873 bis 1876 an der Königlich Preußischen Akademie der Künste in Berlin und war von 1880 bis 1883 Schüler von Anton von Werner.
1877 weilte er in Rom, wo er dem Deutschen Künstlerverein beitrat. Im Fremdenbuch der Casa Baldi in Olevano Romano hinterließ er einige Künstlerbildnisse. Dank einem 1883 erhaltenen Kunstpreis besuchte er erneut Italien und Nordafrika, danach kehrte er nach Berlin heim. Clementz zeigte seine Werke seit 1877 auf vielen Kunstausstellungen, u. a. den Ausstellungen der Berliner Akademie, den Großen Berliner Kunstausstellungen und im Glaspalast München. Seine Bilder erschienen auch in der „Gartenlaube“. Im Jahr 2012 wurde ein beschädigtes Original seiner Bilder in Belfort (Frankreich) gefunden.